# Fuerzas Armadas de Mozambique
Las Fuerzas Armadas de Mozambique (FAM) son las Fuerzas Armadas Nacionales de Mozambique, dichas fuerzas incluyen el Estado Mayor conjunto de las Fuerzas armadas y sus tres ramas de servicio: El Ejército de Mozambique, la Fuerza Aérea de Mozambique y la Armada de Mozambique.

## Historia

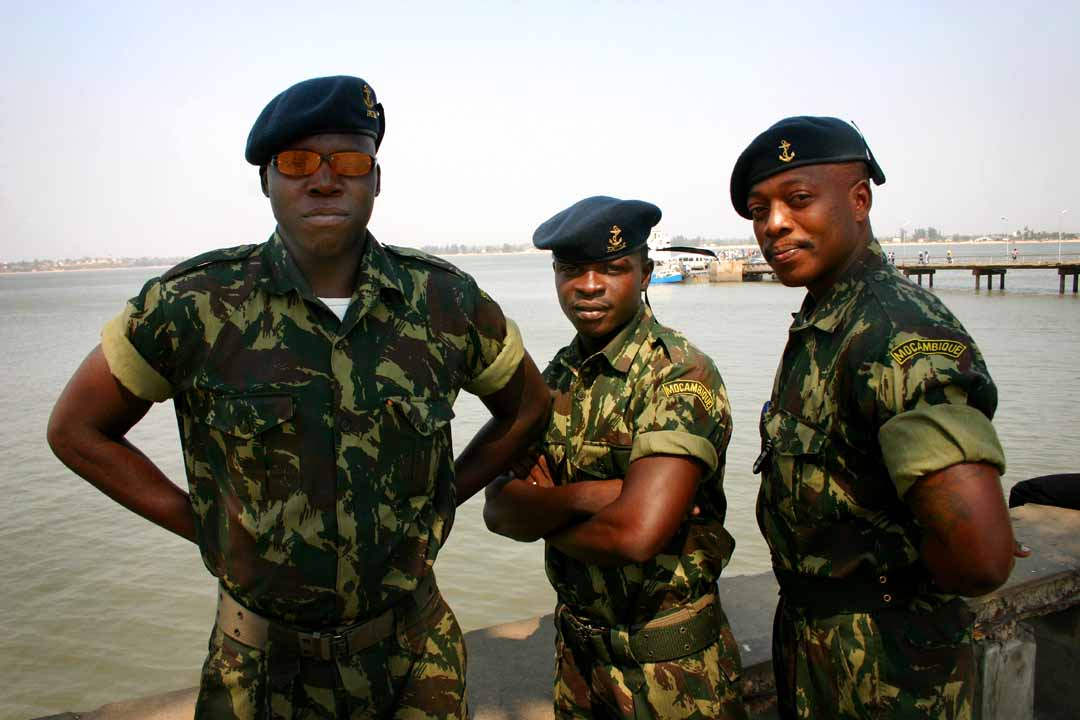
Soldados del Ejército de Mozambique.

Las FAM se formaron a mediados de agosto de 1994, mediante la integración de las Fuerzas del FPLM fuerzas populares de liberación de Mozambique, del gobierno de Mozambique
(FRELIMO) con la Resistencia Nacional Mozambiqueña (RENAMO), tras el final de la Guerra civil mozambiqueña. Las Fuerzas Armadas de Mozambique (FAM) se formaron a mediados de agosto de 1994 mediante una comisión, la Comisión Conjunta para el Entrenamiento de las Fuerzas Armadas de Defensa y Seguridad de Mozambique (CCFADM), presidida por la misión de las Naciones Unidas en Mozambique (ONUMOZ).
Las nuevas Fuerzas armadas se formaron integrando a los soldados del Frente de Liberación de Mozambique (FRELIMO) y los rebeldes de la Resistencia Nacional Mozambiqueña (RENAMO) que deseaban permanecer en el ejército.
Se designaron dos generales para encabezar las nuevas fuerzas, uno del FRELIMO, el Teniente general Lagos Lidimo, quien fue nombrado Jefe de la Fuerza de Defensa y el Mayor General Mateus Ngonhamo de la RENAMO, nombrado Comandante de la Fuerza de Defensa. Se jubiló el exjefe del Ejército Popular de Liberación de Mozambique (FPLM), el Teniente general Antonio Hama Thai.
El 20 de marzo de 2008, la agencia de noticias Reuters informó que el presidente Guebuza había destituido al jefe y subjefe de la fuerza de defensa, el General de Ejército Lagos Lidimo (FRELIMO) y el Teniente general Mateus Ngonhamo (RENAMO), reemplazándolos por el General de Brigada Paulino Macaringue, como Jefe del Estado Mayor de las Fuerzas Armadas de Mozambique (FAM) y el General de División Olímpio Cambora, como Jefe Adjunto de las FAM.
Filipe Nyussi asumió el cargo de Ministro de Defensa, el 27 de marzo de 2008, sucediendo a Tobias Joaquim Dai.
El compromiso de Nyussi se produjo casi exactamente un año después de que un incendio y la explosión de unas municiones almacenadas en el astillero naval Malhazine, en Maputo, mataran a más de 100 personas y destruyeran unos 14.000 hogares. Una comisión de investigación designada por el gobierno mozambiqueño concluyó que la negligencia jugó un papel en el desastre, y Dai "fue culpado por muchos por no actuar a tiempo para evitar la pérdida de vidas". Si bien no se dio ninguna razón oficial para la remoción de Dai, la razón puede haber sido una "reacción tardía" al desastre de Malhazine. 

En abril de 2010, se anunció que la República Popular China (RPC) había donado 4€ millones de euros al gobierno de Mozambique en concepto de material para la agricultura, incluidos camiones, tractores, implementos agrícolas, segadoras y motocicletas en el marco de un acuerdo de cooperación bilateral. En lo referente a la cooperación en el ámbito militar, el Gobierno de China Popular ha afirmado que apoyará al Ministerio de Defensa de Mozambique, con alrededor de 1€ millón de euros para tareas de formación y logística. El protocolo de concesión de ayudas a las Fuerzas Armadas de Mozambique (FAM) ha sido firmado por el ministro de Defensa de Mozambique, Filipe Nyusi, y por el responsable comercial de la Embajada de China Popular en Maputo, Lee Tongli.
La nación de Mozambique también ha participado en muchas operaciones de mantenimiento de la paz, llevadas a cabo en Burundi (con unos 232 efectivos), en Comoras, en la República Democrática del Congo, en Timor Oriental y en Sudán, también participaron activamente en operaciones militares conjuntas en Zimbabue y en Sudáfrica, estas operaciones intentaban generar seguridad y confianza en la región del sur de África.

## Ejército de tierra

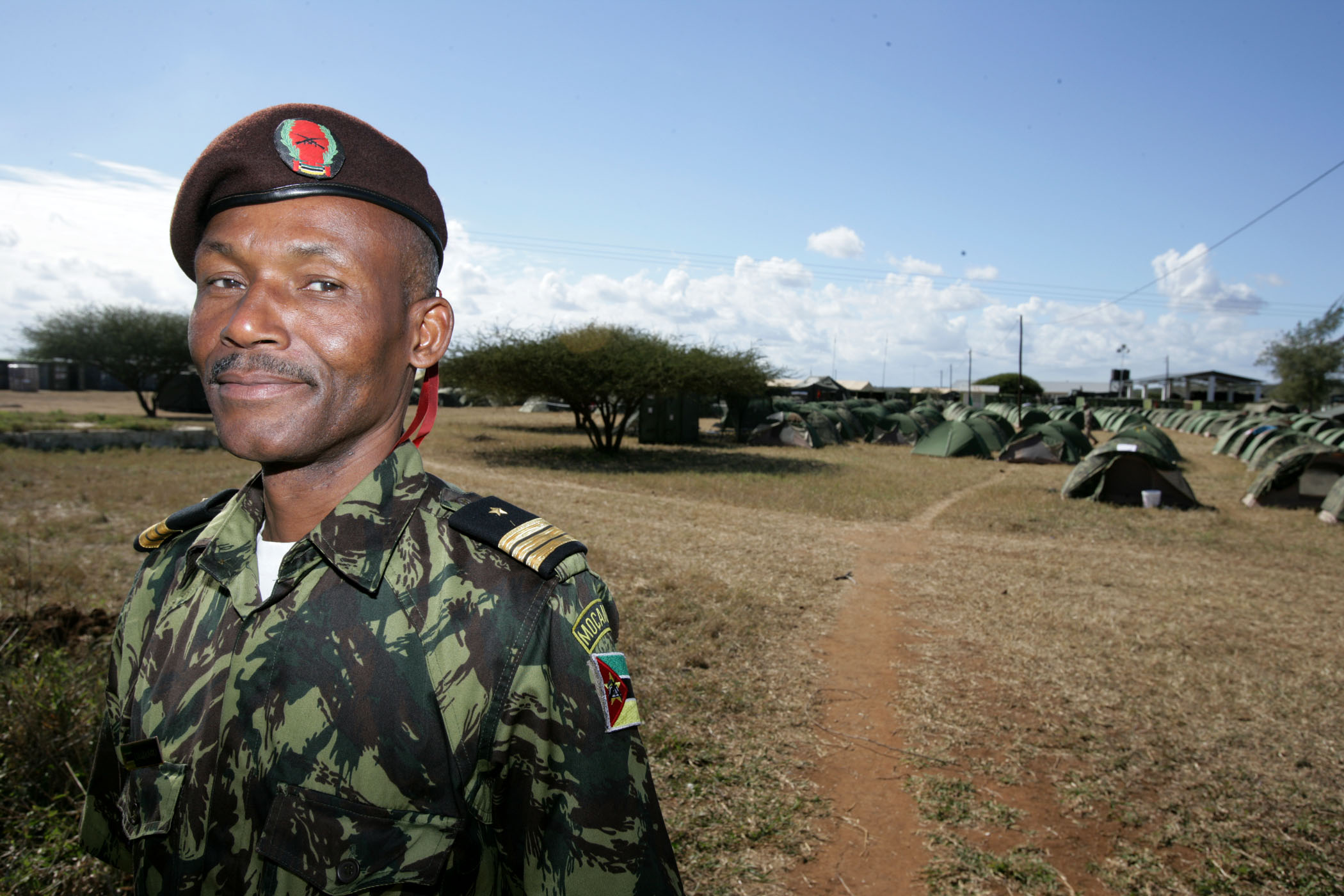
Un soldado del Ejército de Mozambique.

El Acuerdo General de Paz de 1992, estipuló que el tamaño del ejército mozambiqueño era de unos 24.000 efectivos (sumando las fuerzas de FRELIMO y RENAMO), pero debido a la falta de interés, la paga escasa y las pésimas condiciones del servicio militar, ese número de fuerzas nunca se alcanzó. La información sobre la estructura del ejército mozambiqueño es escasa. El IISS estimó en 2007 tenía una fuerza total de 9.000 a 10.000 efectivos, contando con 7 batallones de infantería, 3 batallones de fuerzas especiales, 2 o 3 baterías de artillería, 2 batallones de ingenieros y un batallón de logística. A mediados de 2017, Eugenio Dias Da Silva fue nombrado Comandante en jefe del Ejército de Mozambique.

### Inventario del ejército de tierra mozambiqueño

#### Armas anticarro
| Nombre              | Fotografía          | Tipo de arma        | País de origen      | Unidades            |
| Armamento anticarro | Armamento anticarro | Armamento anticarro | Armamento anticarro | Armamento anticarro |
| ------------------- | ------------------- | ------------------- | ------------------- | ------------------- |
| B-10                |                     | Cañón sin retroceso | Unión Soviética     |                     |
| B-11                |                     | Cañón sin retroceso | Unión Soviética     |                     |
| RPG-7               |                     | RPG                 | Unión Soviética     |                     |
| 9K11 Maliutka       |                     | ATGM                | Unión Soviética     |                     |
| 9K111 Fagot         |                     | ATGM                | Unión Soviética     |                     |

#### Armas de fuego
| Nombre de arma                                     | Fotografía               | Tipo de arma                       | País de origen           |
| Pistolas semiautomáticas                           | Pistolas semiautomáticas | Pistolas semiautomáticas           | Pistolas semiautomáticas |
| -------------------------------------------------- | ------------------------ | ---------------------------------- | ------------------------ |
| Tokarev TT-33                                      |                          | Pistola semiautomática             | Unión Soviética          |
| Makarov PM                                         |                          | Pistola semiautomática             | Unión Soviética          |
| FN Browning GP-35                                  |                          | Pistola semiautomática             | Bélgica Estados Unidos   |
| Walther P38                                        |                          | Pistola semiautomática             | Alemania                 |
| Pistola ametralladora                              |                          |                                    |                          |
| Pistola automática Stechkin                        |                          | Pistola ametralladora              | Unión Soviética          |
| Subfusiles                                         |                          |                                    |                          |
| Skorpion vz. 61                                    |                          | Subfusil                           | Checoslovaquia Serbia    |
| Star Modelo Z-84                                   |                          | Subfusil                           | España                   |
| Franchi LF-57                                      |                          | Subfusil                           | Italia                   |
| Sa vz. 23                                          |                          | Subfusil                           | Checoslovaquia           |
| FBP                                                |                          | Subfusil                           | Portugal                 |
| Carabina                                           |                          |                                    |                          |
| SKS                                                |                          | Carabina                           | Unión Soviética          |
| Fusiles de asalto                                  |                          |                                    |                          |
| AK-47                                              |                          | Fusil de asalto                    | Unión Soviética          |
| AKM                                                |                          | Fusil de asalto                    | Unión Soviética          |
| Vz. 58                                             |                          | Fusil de asalto                    | Checoslovaquia           |
| FN FAL                                             |                          | Fusil de asalto                    | Bélgica                  |
| Ametralladoras                                     |                          |                                    |                          |
| RPK                                                |                          | Ametralladora ligera               | Unión Soviética          |
| Ametralladora PK                                   |                          | Ametralladora de propósito general | Unión Soviética          |
| Rheinmetall MG3 variante italiana Beretta MG 42/59 |                          | Ametralladora de propósito general | Alemania Italia          |
| ZB vz. 37                                          |                          | Ametralladora media                | Checoslovaquia           |
| Goriunov SG-43 / SGM                               |                          | Ametralladora pesada               | Unión Soviética          |
| DShK                                               |                          | Ametralladora pesada               | Unión Soviética          |

#### Artillería y morteros
| Nombre                   | Fotografía           | Tipo de arma             | País de origen          | Calibre              | Unidades             |
| Artillería remolcada     | Artillería remolcada | Artillería remolcada     | Artillería remolcada    | Artillería remolcada | Artillería remolcada |
| ------------------------ | -------------------- | ------------------------ | ----------------------- | -------------------- | -------------------- |
| ZiS-3                    |                      | Cañón de campaña         | Unión Soviética         | 76,2 mm              | 180                  |
| Tipo 56                  |                      | Cañón de campaña         | República Popular China | 85 mm                | 12                   |
| BS-3                     |                      | Cañón de campaña         | Unión Soviética         | 100 mm               | 20                   |
| M-46                     |                      | Cañón de campaña         | Unión Soviética         | 130 mm               | 6                    |
| M-30                     |                      | Obús remolcado           | Unión Soviética         | 121,92 mm            | 24                   |
| D-30                     |                      | Obús remolcado           | Unión Soviética         | 122 mm               | 12                   |
| D-1                      |                      | Obús remolcado           | Unión Soviética         | 152,4 mm             | 12                   |
| D-48                     |                      | Cañón antitanque         | Unión Soviética         | 85 mm                | 6                    |
| Morteros                 |                      |                          |                         |                      |                      |
| 82 mm-BM-37              |                      | Mortero                  | Unión Soviética         | 82 mm                | 12                   |
| 120-PM-43                |                      | Mortero                  | Unión Soviética         | 120 mm               | 40                   |
| Lanzagranadas automático |                      |                          |                         |                      |                      |
| AGS-17                   |                      | Lanzagranadas automático | Unión Soviética         | 30 mm                |                      |

#### Defensa antiaérea
| Nombre                | Fotografía           | Tipo de arma         | País de origen       | Unidades             |
| Artillería antiaérea  | Artillería antiaérea | Artillería antiaérea | Artillería antiaérea | Artillería antiaérea |
| --------------------- | -------------------- | -------------------- | -------------------- | -------------------- |
| ZSU-23-2              |                      | Cañón automático     | Unión Soviética      |                      |
| M1939 (61-K)          |                      | Cañón automático     | Unión Soviética      |                      |
| AZP S-60              |                      | Cañón automático     | Unión Soviética      |                      |
| Misil superficie-aire |                      |                      |                      |                      |
| 9K32 Strela-2         |                      | SAM                  | Unión Soviética      |                      |
| S-125 Neva/Pechora    |                      | SAM                  | Unión Soviética      |                      |

#### Vehículos blindados de combate
| Nombre                                               | Fotografía            | Tipo                                      | Origen                | Unidades              |
| Automóviles blindados                                | Automóviles blindados | Automóviles blindados                     | Automóviles blindados | Automóviles blindados |
| ---------------------------------------------------- | --------------------- | ----------------------------------------- | --------------------- | --------------------- |
| BRDM-1                                               |                       | Automóvil blindado, vehículo anfibio      | URSS                  | 28                    |
| BRDM-2                                               |                       | Automóvil blindado, vehículo anfibio      | URSS                  | 28                    |
| 9K311/9M311 Strela                                   |                       | Automóvil blindado, vehículo anfibio, SAM | Unión Soviética       |                       |
| Carro de combate principal                           |                       |                                           |                       |                       |
| T-54/T-55                                            |                       | MBT                                       | URSS                  | 60                    |
| Tanque ligero                                        |                       |                                           |                       |                       |
| PT-76                                                |                       | Tanque ligero, vehículo anfibio           | URSS                  | 16                    |
| Transportes blindados de personal                    |                       |                                           |                       |                       |
| BTR-40                                               |                       | TBP                                       | URSS                  |                       |
| BTR-152                                              |                       | TBP                                       | URSS                  | 60                    |
| BTR-60                                               |                       | TBP, vehículo anfibio                     | URSS                  | 80                    |
| Saxon                                                |                       | TBP                                       | Reino Unido           | 25                    |
| FV432                                                |                       | TBP                                       | Reino Unido           | 30                    |
| Marauder                                             |                       | TBP                                       | Sudáfrica             | 5                     |
| VN-4                                                 |                       | TBP                                       | China                 | 12                    |
| Vehículo de combate de infantería                    |                       |                                           |                       |                       |
| BMP-1                                                |                       | VCI, vehículo anfibio                     | Unión Soviética       | 40                    |
| WZ-551                                               |                       | VCI, vehículo anfibio                     | China                 | 30                    |
| Vehículo protegido contra las minas y las emboscadas |                       |                                           |                       |                       |
| Casspir                                              |                       | VPRME, TBP                                | Sudáfrica             | 15                    |
| Vehículo todoterreno                                 |                       |                                           |                       |                       |
| Dongfeng EQ2050M                                     |                       | Vehículo todoterreno                      | China                 |                       |
| Lanzacohetes múltiple                                |                       |                                           |                       |                       |
| BM-21                                                |                       | Lanzacohetes múltiple                     | Unión Soviética       | 12                    |
| Artillería antiaérea autopropulsada                  |                       |                                           |                       |                       |
| ZSU-57-2                                             |                       | AAA                                       | Unión Soviética       |                       |
| Lancha de desembarco                                 |                       |                                           |                       |                       |
| K61 GPT                                              |                       | Lancha de desembarco, Vehículo anfibio    | Unión Soviética       |                       |

## Fuerza aérea
La Fuerza Aérea de Mozambique (FAM) fue inicialmente parte del ejército nacional, y de 1985 a 1990 fue conocida como la Fuerza Aérea de Liberación Popular (FALP). Debido a la Historia de Mozambique, la Fuerza aérea mozambiqueña ha usado algunos aviones portugueses, desde su creación después de la independencia en 1975, con el apoyo de los pueblos hermanos de Cuba y la Unión Soviética, hubo una adquisición de aviones construidos en la URSS para apoyar al gobierno mozambiqueño, durante la Guerra civil mozambiqueña que tuvo lugar hasta el año 1992. Después del alto el fuego de ese mismo año, el cambio en las políticas gubernamentales hacia una economía de mercado occidental, significó que el apoyo cubano a la FAM se redujo. La mayoría de los aviones estaban en mal estado en las tres bases principales de Beira, Nacala y Nampula. La FAM es ahora efectivamente una fuerza simbólica, y el presupuesto de defensa se ha reducido al 1,5% por ciento del Producto interno bruto (PIB) de Mozambique. El número de efectivos alistados en la Fuerza aérea se estima en unos 4.000. En 2011, el Ejército del aire portugués, ofreció a la FAM dos avionetas Cessna FTB-337, actualizadas con la última tecnología para el uso en operaciones de entrenamiento, evacuación médica y patrulla marítima. Dicho acuerdo formaba parte de un programa permanente de cooperación técnica y militar entre las naciones de Portugal y Mozambique. En lo que respecta a la FAM, la cooperación luso-mozambiqueña, incluye también otras acciones como la formación de pilotos y técnicos aeronáuticos, la creación de centros de medicina y operaciones aéreas, y el desarrollo de capacidades de búsqueda y salvamento (SAR) y seguridad nacional. Varios cadetes y oficiales mozambiqueños asisten a la Academia de la Fuerza Aérea Portuguesa (FAP). 
En 2014, el Ministerio de Defensa brasileño reveló su intención de donar tres Embraer EMB 312 Tucano y ayudar a financiar la compra de tres Embraer EMB 314 Super Tucano. En 2016, el Gobierno brasileño canceló el acuerdo de donación.
En 2014, Mozambique News informó de lo siguiente: "La empresa rumana Aerostar ha completado la revisión y actualización de ocho cazas MiG-21 de la Fuerza Aérea de Mozambique, algunos de los cuales no habían volado operativamente durante más de 20 años. El paquete también incluía la revisión de un reactor de entrenamiento L-39 junto con seis cazas MiG-21 monoplaza y dos aviones de entrenamiento MiG-21 biplaza, así como un programa completo de formación para el personal de tierra y los pilotos. También se entregaron dos aviones de entrenamiento básico R-40S. Seis MiG-21 están ya de vuelta en Mozambique y los dos últimos aviones se enviarán desde Rumania a principios de julio".

### Inventario de aeronaves
| Nombre                        | Fotografía         | Tipo                              | Origen             | Unidades           |
| Aviones de combate            | Aviones de combate | Aviones de combate                | Aviones de combate | Aviones de combate |
| ----------------------------- | ------------------ | --------------------------------- | ------------------ | ------------------ |
| MiG-21                        |                    | Avión de caza                     | Rusia              | 8                  |
| Aviones de transporte táctico |                    |                                   |                    |                    |
| Antonov An-26                 |                    | Avión de transporte táctico       | Ucrania            | 1                  |
| Helicópteros militares        |                    |                                   |                    |                    |
| Mil Mi-17                     |                    | Helicóptero de transporte militar | Rusia              | 4                  |
| Aérospatiale Gazelle          |                    | Helicóptero utilitario            | Francia            | 2                  |
| Mil Mi-24                     |                    | Helicóptero de ataque             | Rusia              | 2                  |
| Avión de entrenamiento        |                    |                                   |                    |                    |
| Aero L-39 Albatros            |                    | Avión de entrenamiento            | República Checa    | 1                  |

## Armada

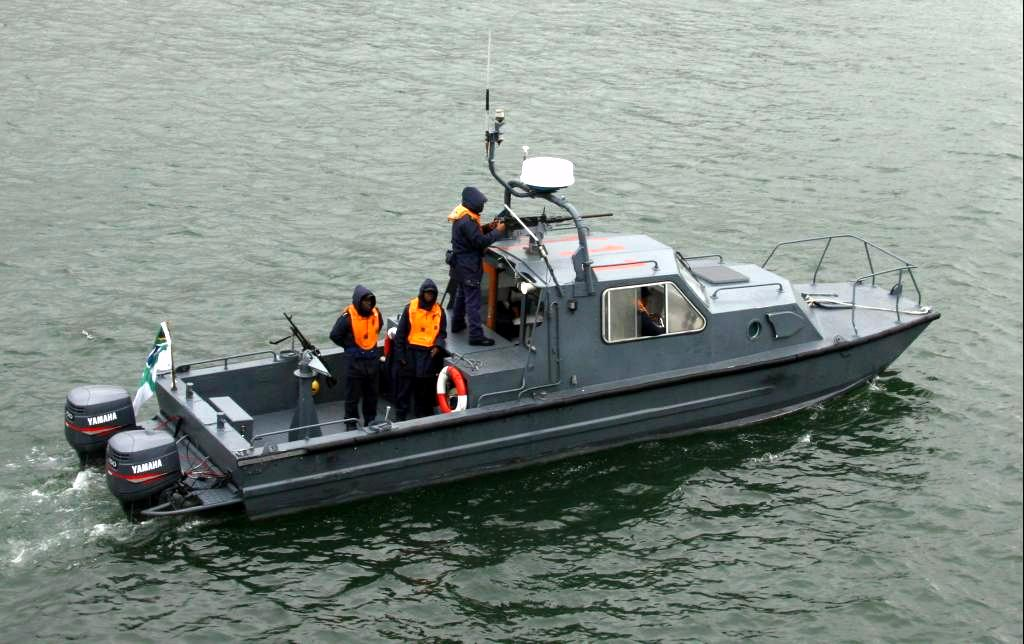
Buque patrullero portuario de la clase Namacurra.

En septiembre de 2004 se informó que la Armada de Sudáfrica iba a donar dos de sus buques patrulleros portuarios de la clase Namacurra a la Armada de Mozambique. Los barcos fueron reacondicionados en el astillero naval de Simon's Town, fueron equipados con motores fueraborda y con equipos de navegación donados por la Armada francesa. El buque de aprovisionamiento logístico Marne (A630) de la clase Durance, de la Armada francesa, debía entregar las embarcaciones en Maputo, de camino a su zona de operaciones en el Océano Índico, tras pasar una revisión en Ciudad del Cabo.
En 2013, el astillero francés Constructions Mécaniques de Normandie (CMN) confirmó un importante pedido de la Armada de Mozambique, incluidos varios buques de la clase Interceptor HSI-32.
El 29 de julio de 2019, tuvo lugar la visita del Ministro de Defensa de la India, Rajnath Singh. La Armada India donó dos lanchas rápidas de ataque de la clase L&T a la Armada mozambiqueña. Un equipo de la Guardia costera de la India fue enviado para capacitar a la tripulación, y para ayudar en las tareas de mantenimiento y funcionamiento de los barcos.
En diciembre de 2022, la Armada de Mozambique recibió una lancha rápida multifuncional del Departamento de Defensa de los Estados Unidos, que reforzará la capacidad de inspección en aguas mozambiqueñas, se trata de un buque interceptador multimisión, fabricado por la empresa estadounidense SAFE Boats International, la embarcación tiene un rango de navegabilidad de 250 millas náuticas, correspondientes a 495 kilómetros, y cuenta con capacidad para llevar a bordo hasta 15 tripulantes.
El nuevo patrullero ofrecido por el Gobierno de los Estados Unidos de América, en el marco de la cooperación bilateral entre Mozambique y el gobierno estadounidense, reforzará los medios operativos de las Fuerzas Armadas de Mozambique, en particular, la Armada de Mozambique, en la lucha contra varios delitos, tales como la piratería marítima, el tráfico de drogas, armas y personas, la pesca ilegal y el ingreso no autorizado a las fronteras marítimas.
Según el Secretario Permanente del Ministerio de Defensa Nacional, Casimiro Mueio, la embarcación contribuirá al pleno cumplimiento de las misiones de la Armada mozambiqueña en el teatro de operaciones del norte:

“Recibimos este buque en un momento especial, cuando las operaciones en el teatro de operaciones del norte se desarrollan satisfactoriamente, como resultado de las acciones conjuntas de las Fuerzas de Defensa y Seguridad de Mozambique, las fuerzas amigas de Ruanda y la SAMIM, donde la Armada de Mozambique ha desempeñado un papel crucial.”
Casimiro Mueio

Para el embajador de los Estados Unidos de América, Peter Vrooman, este buque aumentará la seguridad marítima y permitirá a las fuerzas navales mozambiqueñas responder con eficacia a desafíos y amenazas cada vez más complejos. Mozambique y el gobierno estadounidense han estado trabajando juntos en el área de defensa, brindando capacitación y desarrollo de capacidades a las fuerzas armadas mozambiqueñas para garantizar la defensa de la integridad territorial del país africano.

### Inventario de buques
| Tipo de buque                      | Clase y nombre              | País de origen | Número de unidades | Constructor                           |
| ---------------------------------- | --------------------------- | -------------- | ------------------ | ------------------------------------- |
| Buque patrullero                   | Conejera Pebane P-001       | España         | 1                  | Empresa Nacional Bazán                |
| Buque patrullero                   | Namacurra                   | Sudáfrica      | 2                  | Tornado Products                      |
| Buque interceptador                | L&T                         | India          | 2                  | Larsen & Toubro                       |
| Buque interceptador                | Interceptor DV-15           | Francia        |                    | Constructions Mécaniques de Normandie |
| Buque interceptador                | Interceptor HSI-32          | Francia        | 3                  | Constructions Mécaniques de Normandie |
| Buque interceptador                | SAFE-41 Interceptor         | Estados Unidos | 1                  | SAFE Boats International              |
| Embarcación de vigilancia marítima | Ocean Eagle 43              | Francia        | 3                  | Constructions Mécaniques de Normandie |
| Embarcación de ataque táctico      | WP-18 Tactical Strike Craft | EUA            | 1                  | Abu Dhabi MAR                         |

- Un buque patrullero de la clase Conejera llamado Pebane (P-001), transferido por la Armada española.[27]

- Dos buques patrulleros de la clase Namacurra.[22]

- Dos lanchas rápidas de ataque de la clase L&T.[24]

- Varios buques interceptadores DV-15, la Armada mozambiqueña cuenta con un número desconocido de unidades en servicio activo. El DV-15 Interceptor es un patrullero rápido, diseñado para la patrulla costera y misiones que requieren interceptación a alta velocidad en aguas litorales. Lo fabrica la empresa francesa Constructions Mécaniques de Normandie. El Interceptor DV-15 se ha vendido a las armadas de Yemen, Catar y Emiratos Árabes Unidos.

- Tres buques interceptadores de la clase Interceptor HSI-32. Los buques de la clase Interceptor están diseñados para realizar operaciones de ataque marítimo, búsqueda y rescate (SAR), seguridad marítima, protección de convoyes, vigilancia marítima, lucha contra la piratería, protección de buques vulnerables e instalaciones petroleras en alta mar, control de la inmigración ilegal, lucha contra el narcotráfico y el contrabando. Los buques también se utilizan para defenderse de ataques de lanchas rápidas, amenazas asimétricas y abordaje de fuerzas terroristas. Los buques de la clase Interceptor, tienen la capacidad de realizar operaciones de armas combinadas con aviones, drones y sistemas de vigilancia costera. Los HSI 32 son buques interceptores rápidos diseñados y construidos por el astillero francés Constructions Mécaniques de Normandie (CMN) para apoyar una amplia gama de misiones realizadas por la Armada mozambiqueña y por las fuerzas de operaciones especiales.[23]

- Tres embarcaciones de vigilancia marítima de la clase Ocean Eagle 43, con base en Pemba. El buque está armado con un cañón automático de 20 mm, montado en un sistema de armamento a control remoto, y dos ametralladoras de calibre 12,7 mm para autodefensa.[28]

- Una embarcación WP-18 Tactical Strike Craft. El WP-18 es un buque naval rápido construido en los Emiratos Árabes Unidos. El buque se puede armar con una estación de armas remota y misiles, puede realizar varias misiones como guerra naval, guerra antisuperficie, recopilación de inteligencia militar, patrullaje naval y operaciones especiales.[29]